# Луговое (Ленинский район)
Лугово́е (до 1948 года Агибель; укр. Лугове, крымскотат. Ayıp Eli, Айып Эли) — село, расположенное на территории Ленинского района (Автономной) Республики Крым, центр Луговского сельского поселения (Луговского сельсовета).

## Население
| 2001 | 2014 |
| ---- | ---- |
| 1094 | ↘906 |

Всеукраинская перепись 2001 года показала следующее распределение по носителям языка
| Язык             | Процент |
| ---------------- | ------- |
| русский          | 54.57   |
| украинский       | 22.21   |
| крымскотатарский | 17      |
| греческий        | 2.83    |
| другие           | 0.36    |

### Динамика численности
| - 1805 год — 104 чел. - 1864 год — 14 чел. - 1889 год — 155 чел. - 1892 год — 21 чел. - 1902 год — 38 чел. - 1915 год — 0/92 чел. | - 1926 год — 240 чел. - 1939 год — 102 чел. - 1989 год — 1004 чел. - 2001 год — 1094 чел. - 2014 год — 906 чел. |

## Современное состояние

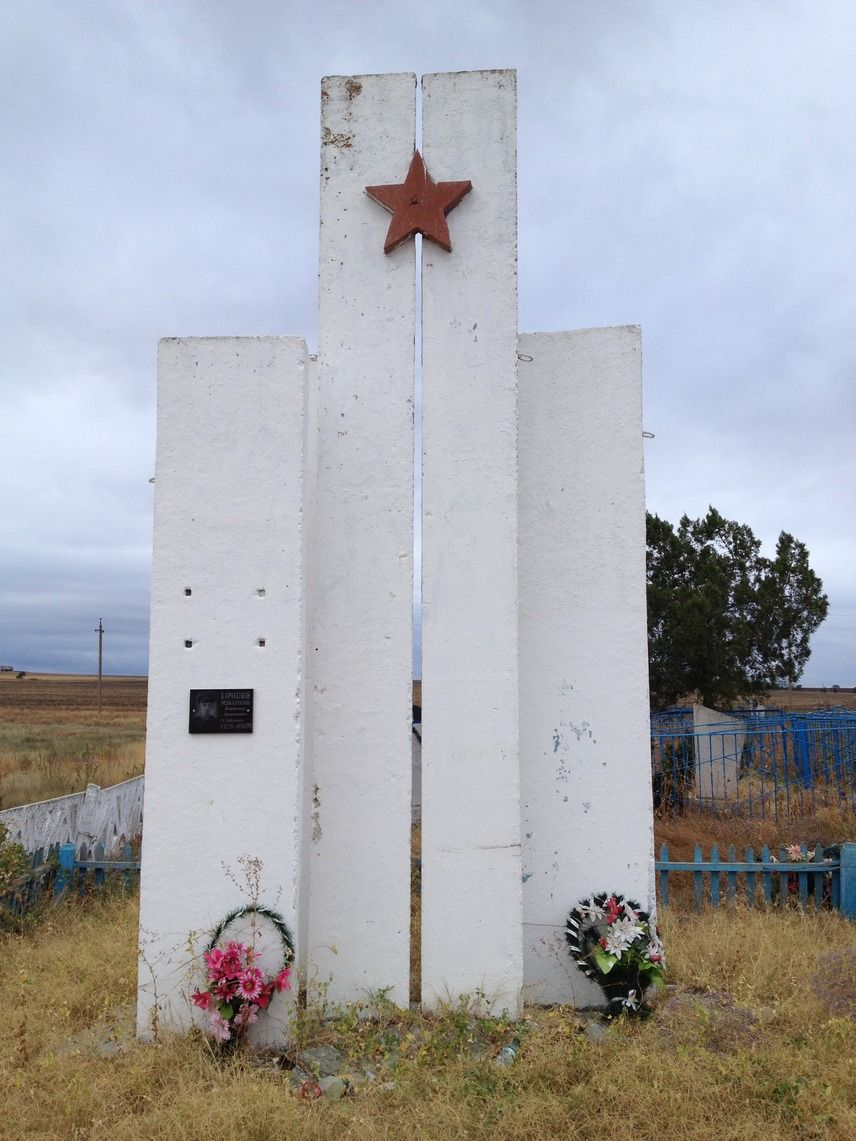
Братская могила В. А. Каракозова (Мелек-Каракозова) и 14 советских воинов, 1942 г.

На 2017 год в Луговом числятся проспект Фрунзе и 11 улиц; на 2009 год, по данным сельсовета, село занимало площадь 17,5 тысяч гектаров на которой, в 350 дворах, проживало более 1,2 тысячи человек. В селе действуют средняя общеобразовательная школа и детский сад «Барвинок», сельский Дом культуры, библиотека, амбулатория общей практики семейной медицины, отделение Почты России. Луговое связано автобусным сообщением с райцентром, городами Крыма и соседними населёнными пунктами. В 1967 году в селе был установлен памятник погибшим в 1942 году воинам 825 стрелкового батальона 302 стрелковой дивизии и 633 стрелкового полка 157 стрелковой дивизии 44 армии и в честь односельчан, погибших в годы Великой Отечественной войны, сейчас — объект культурного наследия России. На сельском кладбище находится братская могила, в которой похоронены старший лейтенант Владимир Аршакович Каракозов (Мелек-Каракозов), погибший 9 мая 1942 года во время Керченской оборонительной операции и ещё 14 неизвестных бойцов, вероятно, погибшие тогда же. На могиле установлен памятник.

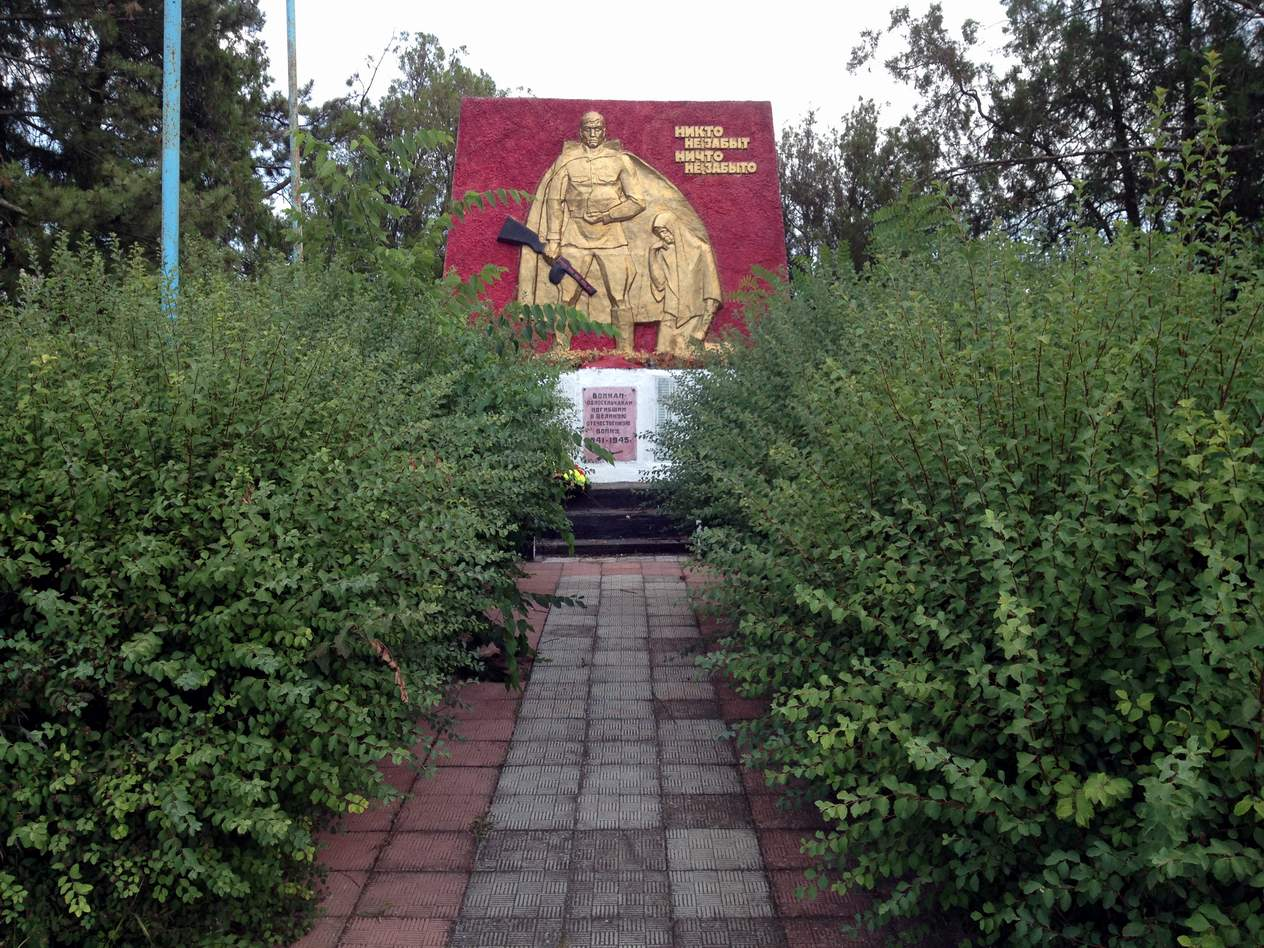
Братская могила воинов и памятник односельчанам, погибшим на войне.

## География
Расположено в западной части Керченского полуострова, в балке реки Али-Бай (ранее река называлась Бугас), прорезающей в этом месте Парпачский хребет (этот участок в конце XIX века назывался балка Башбек), высота центра села над уровнем моря 41 м. Находится примерно в 10 километрах (по шоссе) на юго-запад от районного центра Ленино (там же ближайшая железнодорожная станция Семь колодезей (на линии Джанкой — Керчь)), транспортное сообщение осуществляется по федеральной трассе Таврида (ранее — по региональной автодороге 35А-001 Армянск — Джанкой — Феодосия — Керчь (по украинской классификации — М-17)).

## История
Первое документальное упоминание села встречается в Камеральном Описании Крыма… 1784 года, судя по которому, в последний период Крымского ханства Аиб Эли входил в Арабатский кадылык Кефинского каймаканства. После присоединения Крыма к России (8) 19 апреля 1783 года, (8) 19 февраля 1784 года, именным указом Екатерины II сенату, на территории бывшего Крымского Ханства была образована Таврическая область и деревня была приписана к Левкопольскому, а после ликвидации в 1787 году Левкопольского — к Феодосийскому уезду Таврической области. После Павловских реформ, с 1796 по 1802 год, входила в Акмечетский уезд Новороссийской губернии. По новому административному делению, после создания 8 (20) октября 1802 года Таврической губернии, Агибель был включён в состав Парпачской волости Феодосийского уезда.
По Ведомости о числе селений, названиях оных, в них дворов… состоящих в Феодосийском уезде от 14 октября 1805 года, в деревне Агибель числилось 22 двора и 104 жителя. На военно-топографической карте генерал-майора Мухина 1817 года деревня Айбеле обозначена также с 22 дворами. После реформы волостного деления 1829 года Агибели, согласно «Ведомости о казённых волостях Таврической губернии 1829 года», отнесли к Агерманской волости (переименованной из Парпачской). На карте 1836 года в деревне Аиб-Эли 22 двора, как и на карте 1842 года.
В 1860-х годах, после земской реформы Александра II, деревню приписали к Владиславской волости. Согласно «Памятной книжке Таврической губернии за 1867 год», деревня Агибель была покинута жителями в 1860—1864 годах, в результате эмиграции крымских татар, особенно массовой после Крымской войны 1853—1856 годов, в Турцию и заселена частью русскими из разных мест и, по «Списку населённых мест Таврической губернии по сведениям 1864 года», составленному по результатам VIII ревизии 1864 года, Агиб-Эли — владельческая русская деревня 2 стана, с 3 дворами, 14 жителями, почтовой станцией и мечетью при колодцах. На трёхверстовой карте Шуберта 1865—1876 года на месте деревни обозначен хутор Изюмовка с 10 дворами. По «Памятной книге Таврической губернии 1889 года», по результатам Х ревизии 1887 года, в деревне Агибель числилось 30 дворов и 155 жителей.
После земской реформы 1890-х годов деревню передали в состав Петровской волости. По «…Памятной книжке Таврической губернии на 1892 год» в безземельной деревне Агибель, не входившей ни в одно сельское общество, числился 21 житель, домохозяйств не имеющий, а в такой же безземельной Изюмовке, не входившей в сельское общество, жителей и домохозяйств не числилось (в дальнейшем в доступных источниках Изюмовка не встречается). На верстовой карте Крыма 1896 года в селении обозначено 13 дворов с русским населением. По «…Памятной книжке Таврической губернии на 1902 год» в деревне Ашбель, входившей в Джапар-Бердынское сельское общество, числилось 38 жителей в 7 домохозяйствах. По Статистическому справочнику Таврической губернии. Ч.II-я. Статистический очерк, выпуск пятый Феодосийский уезд, 1915 год, в деревне Агибель (с экономией наследников Лампси) Петровской волости Феодосийского уезда числилось 13 дворов (1 двор с землёй, 12 — безземельные) с русским населением в количестве 92 человек только «посторонних» жителей, из которых 42 мужчины и 50 женщин. Жители владели 2318 десятинами удобной земли. В хозяйствах имелось 114 лошадей, 90 волов, 48 коров и 56 голов овец, свиней, или коз.
После установления в Крыму Советской власти, по постановлению Крымревкома, 25 декабря 1920 года был образован Керченский (степной) уезд, а, постановлением ревкома № 206 «Об изменении административных границ» от 8 января 1921 года была упразднена волостная система и село вошло в состав Петровского района Керченского уезда, а в 1922 году уезды получили название округов. 11 октября 1923 года, согласно постановлению ВЦИК, в административное деление Крымской АССР были внесены изменения, в результате которых округа были отменены, Керченский округ слили с Феодосийским, Петровский район упразднили, влив в Керченский район. Согласно Списку населённых пунктов Крымской АССР по Всесоюзной переписи 17 декабря 1926 года, в селе Агибель, центре Агибельского сельсовета Керченского района, имелось 47 дворов, из них 44 крестьянских, население составляло 240 человек (114 мужчин и 126 женщин). В национальном отношении учтено: 202 русских, 30 украинцев и 5 греков, 3 записаны в графе «прочие», действовала русская школа. Постановлением ВЦИК «О реорганизации сети районов Крымской АССР» от 30 октября 1930 года (по другим сведениям 15 сентября 1931 года) Керченский район упразднили и село включили в состав Ленинского. Видимо, в ходе той же реорганизации, был упразднён сельсовет, поскольку на 1940 год он уже не существовал. По данным всесоюзной переписи населения 1939 года в селе проживало 102 человека.
С 25 июня 1946 года Агибель в составе Крымской области РСФСР. Указом Президиума Верховного Совета РСФСР от 18 мая 1948 года, Агибель переименовали в деревню Луговую, статус села был присвоен позже. 26 апреля 1954 года Крымская область была передана из состава РСФСР в состав УССР. В 1957 году к Луговому присоединили посёлок Павловку (согласно справочнику «Крымская область. Административно-территориальное деление на 1 января 1968 года» — в период с 1954 по 1968 годы). Время включения в Батальненский сельский совет пока не установлено: на 15 июня 1960 года село уже числилось в его составе. С 1976 года Луговое вновь центр сельсовета. По данным переписи 1989 года в селе проживало 1104 человека. С 12 февраля 1991 года село в восстановленной Крымской АССР, 26 февраля 1992 года переименованной в Автономную Республику Крым. С 21 марта 2014 года в составе Крыма аннексировано Россией.